# Charles Lauth

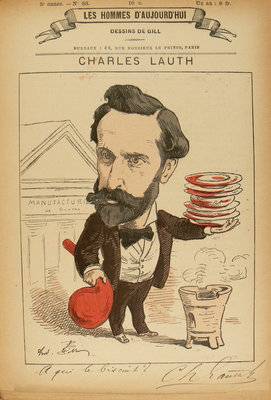
Charles Lauth, Karikatur von Gill 1874

Charles Lauth (* 28. September 1836 in Straßburg; † 2. Dezember 1913 in Nizza) war ein französischer Chemiker.
Lauth studierte Chemie in Straßburg bei Charles Frédéric Gerhardt und wurde 1856 Assistent (Präparator) am  Conservatoire national des arts et métiers in Paris. Er war Mitarbeiter der Chemiefabrik Depouilly in Clichy und hatte danach ein Privatlabor, in dem er Farb- und Aromastoffe entwickelte, die er in der Fabrik seines Freundes Poirrier in St. Denis produzieren ließ. 1879 bis 1887 war er Direktor der Porzellanmanufaktur von Sèvres und 1898 bis 1905 Direktor der École supérieure de physique et de chimie industrielles de la ville de Paris als Nachfolger von Paul Schützenberger.
1861 entwickelte er den Anilin-Farbstoff Methylviolett (Pariser Violett), 1871 Methylgrün und 1876 Lauth´sches Violett. Mit Edouard Grimaux (1835–1900) entwickelte er 1866 eine Methode zur Herstellung von aromatischen Aldehyden, womit er unter anderem Bittermandelöl herstellte. 1866 führte er Kupfersulfid als Katalysator in den Anilinschwarz-Druck ein, was das Verfahren von John Lightfood praktikabel machte.
1883 war er Präsident der französischen chemischen Gesellschaft. 1908 wurde er Kommandeur der Ehrenlegion.